# Ihor Palij
Ihor Orestowytsch Palij (ukrainisch Ігор Орестович Палій), * 10. Mai 1963 in Drohobytsch (Ukrainische SSR), ist ein ukrainischer Maler und Künstler, der in seinen Gemälden Abstrakte Kunst und Realismus vereint. Er legt seinen Schwerpunkt auf Ölmalerei. Palij ist Mitglied der Gemeinschaft der Künstler der Ukraine.

## Biographie
Ihor Palij wurde in 1963 als Sohn einer Musikerfamilie in Drohobytsch in der Westukraine geboren. 1986 beendete er sein Architekturstudium an der Nationalen Polytechnische Universität Lemberg. Im Anschluss war er Teil mehrerer architektonischer Projekte in Verbindung mit Ölmalerei. 1987 heiratete er Olena Polyakowa. Zurzeit lebt er in Lwiw, im Westen der Ukraine. Palij hat eine Tochter. 2004 gründete er seine eigene Firma, die sich auf Architektur und Anlagenbau spezialisiert.

### Sachalin
1986 zog Ihor Palij auf die Insel Sachalin, wo er sich als leitender Dekorateur einer Handels- und Werbefirma einen guten Ruf erarbeitete. Zu seinen Projekten zählten Innenausstattungen für Läden, Restaurants und private Wohnhäuser in Juschno-Sachalinsk.

### Polen
1992 zog er nach Krakau in Polen. 1988 wurde dort seine erste persönliche Ausstellung organisiert. Er wirkte aktiv im kulturellen Leben sowie in Wohltätigkeitskampagnen mit. 2004 wurde sein Ölgemälde “Bez Tytułu. 2001” (“Ohne Titel. 2001”) bei einer Auktion für 2.772 USD verkauft.

### Neuorientierung hin zur Stahlkunst
Seit 2002 beschäftigt sich Ihor Palij auch mit Stahlkunst, wobei er eigene Werke designed und erstellt. Der Hauptgrund für seine Neuorientierung war der Bedarf dreidimensionaler Figuren zur Erweiterung seiner Gemälde in einem seiner Projekte. Um diese Aufgabe zu erfüllen, gründete er eine eigene Firma zur Stahlkunstproduktion.
Weitere Projekte waren die Dekoration des Einkaufscenters "Sophia", des Restaurants "Flamingo" in Stryj, des "Museum of Beer" (Biermuseum) und des Restaurants "Aivengo". 1999–2000 war er für das Design der Restaurantkette "Egypt" verantwortlich; 2001 beendete er erfolgreich sein erstes Projekt zur Hochhauskonstruktion.

## Ausstellungen und Preise
- 1987: Dritter Platz im Wettbewerb um das beste Interiör der Republik Sachalin. Im gleichen Jahr initiierte er die Ausstellung "Maler aus Sachalin" in Ocha.
- 1988: Dritter Platz im Wettbewerb um politische Illustrationen in Juschno-Sachalinsk
- 1993: Erste eigene Ausstellung in der  Lviver Nationalgallery
- 1994: Zweite eigene Ausstellung in der Lviver Nationalgalerie
- 1994: Aussteller in der “HungExpo”[4], Budapest
- 1994: Teilnehmer der Künstlerkonferenz “Maidan 1994”, Lviv
- 1995: Aussteller in der “HungExpo”, Budapest
- 1996: Beginn der Zusammenarbeit mit der “Barbara Krakow Galerie”[5].
- 1996: Ausstellungen in den Galerien “Közület artistichnuj”, “Labirynt”[6], “Galeria Kersten”[7], Polen
- 2002: Aussteller bei der internationalen Kunstmesse in Köln, im Ausstellungszenter Köln[8]
- 2003 – 2004: Eigene Ausstellung in Dijon, Frankreich
- 2009 – 2011: Eigene Ausstellung in Nizza, Frankreich
- 2011 – Heute: Ausstellungen in Washington, D.C., USA